# シティ・エアリンク
シティ・エアリンク株式会社はかつて存在した日本のヘリコプターによる旅客便の運航会社。国内定期航空運送事業を行う航空会社であった。

## 会社概要
- 1987年6月3日に朝日航洋と日本航空が中心となり[1]三井物産、伊藤忠商事、住友商事、日商岩井、三菱商事など12社が出資して設立（設立時資本金1億円）主として羽田空港と成田空港間のヘリコプター定期便による旅客輸送事業を目的としていた。
- 1988年と1989年に増資を行い1991年時点では資本金12億円。丸紅も資本参加していた。
- 代表取締役社長 龍崎孝昌
- 運航開始当初より就航率・搭乗率ともに低調となり（搭乗率は通算平均で30%前後であり[1]、採算ラインの60%から70%程度を大幅に下回った）、更に1991年3月の成田空港駅の開業により打撃を受け[2]、1991年11月19日をもって運航を休止[1]。そのまま路線廃止となり、1992年には会社の累積債務約13億円を清算し事実上解散した。

## 運航路線
- 羽田空港 - 成田空港 線 1988年6月20日就航[2]（就航時1日8往復）大人16,850円
- 横浜みなとみらい21 - 成田空港 線 1989年3月25日就航（就航時1日5往復）大人17,790円
- 横浜みなとみらい21 - 羽田空港 線 1989年3月25日就航（就航時1日5往復）大人5,620円

## 使用機材
ベルエアクラフト412型（9人乗り）

## 航路・就航率の問題

### 航路の問題
横浜・川崎・品川・浦安といった京浜地区・湾岸地区を飛行するにあたりヘリコプターの騒音を軽減（65ホン以内とする）させるため、飛行高度、航路に一定の制約があった。
- 高度は2,900フィート（事業当初予定は2,000フィート）
- 大田区内では住宅街上空の飛行を避け、中原街道や東急目蒲線上空を飛行する
- 羽田空港周辺は、海老取川の東側を通って多摩川をさかのぼる。
- 東京・千葉間は東関東自動車道、隅田川、横須賀線上空を飛行予定。高度を上げることにより、当初予定より羽田・成田間で3分から5分ほど飛行時間が増加した。

### 就航率の問題
1988年6月の就航から1か月で、天候等の理由により就航率が50%となってしまい「早いけど飛ばないことが多い」という不利なイメージがついてしまった。高い欠航率は、使用機材は計器飛行が可能にもかかわらず航空法の規制によりヘリコプターによる旅客運送では有視界飛行が原則となり、視界1.5kmを下回ると運航ができず曇天時や日没後の運航ができなかったことによる。その後も就航率は1988年で63.1%、1989年で80%、1990年で81.5%と芳しくなく、搭乗手続きにも時間がかかったため、「確実に早く移動したい」というビジネス客のニーズに応えることが難しかった。